# Обединена банка на Швейцария
„Обединена банка на Швейцария“, срещана и като Обединена швейцарска банка, или „ОБС“ АД (UBS AG) е голяма финансова институция в света със седалища в Цюрих и Базел, Швейцария.
Главен изпълнителен директор (CEO) е Петер Вулфи, а административен президент е Марсел Оспел.

## Въведение
„ОБС“ възниква през юни 1998 от сливането на 2 големи швейцарски банки:
- „Швейцарско банково обединение“ (SBG, съответно UBS), Цюрих
- „Швейцарско банково дружество“ (SBV), Базел – от него произлиза и ключовият регистър при вписването на „ОБС“.

До 31 декември 2005 „ОБС“ има 70 000 служители, а управляваният капитал е 2,25 млрд. SFR (пари на клиенти). Възвръщаемостта на инвенстициите възлиза на 27,6 %, печалбата от основните дейности е 9,844 млрд. SFR. Извънредните приходи от продажбата на частни банки са покачали печалбата на 14 млрд. SFR.
ОБС извършва основно дейности в 4 сфери: световно управление на богатство и предприемаческо банкерство, вложително банкерство, световно управление на парични активи и търговски център.
ОБС има представителства в 50 страни и в най-важните финансови центъра на света. 39 % от служителите и се намират в Северна Америка, 37 % – в Швейцария, 16 % – в останалата част на Европа, а останалите 8 % са в азиатско-тихоокеанския регион. Акционерното дружество подлежи на регулиране по швейцарските закони. Акциите му се търгуват на Швейцарската стокова борса SWX и Франкфурската борса, както и на борсите в Ню Йорк (NYSE) и Токио (TSE).

## Направления на дейност

### Управление на богатството
С международната си мрежа от 180 представителства ОБС е най-добре организираната в света в управление на капитали. 3700 сътрудника съветват състоятелни частни лица за съответните възможности. Има силна позиция в САЩ, където със своите два милиона клиенти се разглежда като най-голямата там.

### Вложително банкерство и управление на ценни книжа
Принадлежи към най-големите банки за вложение и се стреми за водеща позиция в отношенията си с фирмени и институционални клиенти. В областта на продукти със сигурна лихва и с търговия на валута в международен план също се бори да бъде сред познатите играчи. При вложителното банкерство има постоянни клиенти от целия свят.

### Световно упрваление на парични активи
Има фирмени и инстутиционални клиенти от целия свят.

### Частни и фирмени клиенти в Швейцария
В Щвейцария в зависимост от групата, към която принадлежат клиентите, банката има пазарен дял от една трета до една четвърт: 2,6 милиона граждани и 143 000 фирмени клиенти. Основните вложители са институци, обществени сдружения и фондации със седалище в Щвейцария, както и 3000 финансови институции от целия свят.

## История

### „Швейцарско банково дружество“ (SBV)
- 1872: основаване на „Банково дружество Базел“
- 1874: сливане с „Франкфурското баково дружество“
- 1897: промяна на името на „Швейцарско банково дружество“
- 1898: първо представителство в чужбина (Лондон)
- 1939: представителство в Ню Йорк
- 1945: поглъщане на „Търговска банка Базел“

### „Швейцарско банкво обединение“ (SBG)
- 1862: основаване на „Банка във Винтертур“
- 1863: основаване на „Банка Тогенбургер“
- 1912: сливане на горните в „Швейцарско банкво обединение“ (SBG; Union de Banques Suisses, Unione di Banche Svizzere, Union Bank of Switzerland)
- 1945: преместване на седалището в Цюрих
- 1945: поглъщане на „Банка на федераците“
- 1967: представителство в Лондон
- 1975: представителство в Ню Йорк
- 30 юли 1997: преименуване от SBG на UBS

### „ОБС“ АД
- 8 декември 1997: обявяване на сливането
- 1 юли 1998: сливане – от дружеството е логото, а от сдружението е съкращението UBS.
- 3 ноември 2000: поглъщане на PaineWebber Inc.
- 16 май 2003: френското представителсто поема дела на управление на богатство от Lloyds TSB
- 3 септември 2003: закупуване на основния стокообменен дял на ABN AMRO със САЩ
- 31 август 2004: придобиване на сектора за парични активи от Charles Schwab Corporation
- 6 декември 2004: поемане на сектора за управление на богатство от Julius Bär в Северна Америка
- 21 декември 2004: поемане на сектора за управление на богатство от Dresdner Bank в Латинска Америка
- 27 септември 2005: подписване на договор с Bank of China за стратегическо сътрудничество
- 11 април 2006: придобиване на сектора за частни клиенти от Piper Jaffray Companies в САЩ

## Обучение на кадри
В Швейцария се предлагат 250 стажантски места (само за швейцарци), като броят на кандидатстващите надминава многократно броя на местата. 90% от стажантите успяват да получат място за работа след това.

## Конкуренти
Най-важните конкуренти са: Citigroup, Credit Suisse, Deutsche Bank, Goldman Sachs, HSBC Private Bank, JP Morgan, Morgan Stanley, Merrill Lynch.